# Prirodoslovni muzej Rijeka
Prirodoslovni muzej Rijeka prvi je regionalni muzej riječkog područja. Utemeljen je 16. svibnja 1876. godine, a za javnost je otvoren 1. svibnja 1946. godine.
Smješten je u Parku Nikole Hosta, u blizini Guvernerove palače, u obiteljskoj zgradi grofa Negronia.

## Povijest
Razvoj prirodoslovnih znanosti krajem 19. stoljeća, veliki interes znanstvenika za istraživanja mora riječkog područja, ugled prirodoslovaca koji su djelovali na riječkom području i mnogobrojne prirodoslovne zbirke u vlasništvu privatnih osoba uvjetovale su utemeljenje Prirodoslovnog muzeja, prvog regionalnog muzeja na riječkom području. Datumom utemeljenja Prirodoslovnog muzeja u Rijeci smatra se 16. svibnja 1876. godine kada je dr. Josef Roman Lorenz poslao detaljno razrađen program razvoja regionalnog prirodoslovnog muzeja gradonačelniku Rijeke Giovanniju de Ciotti.
Koncepcija Prirodoslovnog muzeja u Rijeci razrađena je po načelima bečkog Naturhistoriches Museuma i za ono vrijeme bila je među najsuvremenijim muzejskim koncepcijama. Do osnivanja Prirodoslovnog muzeja dolazi 1945. godine na inicijativu i prijedlog prirodoslovca amatera Maria Rossia. Muzej je za javnost otvoren 1. svibnja 1946. godine u obiteljskoj zgradi grofa Negroni gdje se i danas nalazi. Istog dana otvoren je manji akvarij, a 1. svibnja 1947. godine i zoološki vrtić. Od 1945. godine vrši se prikupljanje prirodoslovnih predmeta te su zalaganjem Maria Rossia u Muzeju smještene zbirke iz Mađarske biološke postaje, zbirke nekadašnjeg Gradskog muzeja (Museo Civico) i zbirke Gradskog muzeja Sušak kao i materijali i zbirke raznih kolekcionara. Do kraja 1961. godine težište djelatnosti Muzeja usmjereno je na održavanje akvarija i zoovrtića.
Krajem 1961. Godine Narodni odbor općine "Stari grad" Rijeka donosi rješenje o osnivanju Prirodoslovnog muzeja u kojem se temeljem Zakona o muzejima donose i zadaci Muzeja. Na osnovu definiranih zadataka ukinuo se zoovrtić te se s amaterskog rada prešlo na stručnu muzejsku djelatnost. Muzej je definiran kao tip regionalnog muzeja, a 1963. godine započelo se s prvim terenskim istraživanjima. Godine 1964. dolazi do integracije muzeja s Ribarstvenom stanicom Rijeka u jednu ustanovu. Do 1976. godine Muzej je uključen u tri znanstveno istraživačka projekta. Kao rezultat znanstveno istraživačkog rada objavljeno je 27 znanstvenih radova, a zbirke su obnovljene novim preparatima.
Od 1977. do 1992. godine terenski rad svodi se na individualne izlaske, a intenzivnije se ulaže napor oko uređenja zgrade. Godine 1978. izrađen je idejni projekt dogradnje zgrade Muzeja. Od 1984. do 1991. godine terenski rad svodi se na privatnu inicijativu kustosa, a prioritet se daje otkupima predmeta.
Od 1992. godine u organizaciji Muzeja započinju sustavna terenska geološko-paleontološka istraživanja i prikupljanje fosilne faune otoka Krka, te istraživanja Riječkog zaljeva, a 1993. godine u suradnji s Centrom za istraživanje mora Institut Ruđer Bošković istraživanja otočja Prvić, Goli i Grgur u smislu zaštite. Znanstvenim skupom na kojem je sudjelovalo 150 znanstvenika iz Hrvatske i Slovenije 1996. godine obilježena je 120. godišnjica utemeljenja i 50. godišnjica osnutka muzeja. Iste godine muzej je uključen u Projekt očuvanja bioraznolikosti Jadranskog mora. Sljedećih godina obavljena su paleontološka istraživanja u Volarovoj spilji pokraj Rijeke i Biserujki na Krku što je rezultiralo novim nalazima spiljskog medvjeda na riječkom području. Od 1998. intenziviraju se sustavna paleontološka istraživanja otoka Krka. Iste godine Muzeju je odobren projektni program pripreme i tiska Atlasa fosilne makrofaune otoka Krka. Od 1999. godine nastavlja se sa sustavnim istraživanjima podmorskih spilja u Vinodolskom kanalu, a 2001. godine s istraživanjima istočne obale otoka Cresa Suska i akvatorija općine Kostrena u cilju uspostavljanja zaštićenih područja.

## Ustroj
Muzej ima 26 zbirki s oko 90.000 muzejskih predmeta. Osobito su značajne zbirke minerala, spužvi i algi. Zbirke su od 2007. dostupne i putem pretraživog Internet portala na adresi www.prirodoslovni.com/inventarna.
Stručna biblioteka sadrži ukupno 3.500 knjiga, a može se pretraživati na adresi www.prirodoslovni.com/knjiznica.
Od 1998. prišlo se uređenju stalnog postava korištenjem modularnog pristupa i multimedije. Uređeni su dijelovi stalnog postava Morski psi i raže s izradom scenografije i multimedijalne prezentacije (CD-rom s fotografijama, slikama i video sekvencama), postavljen je novi stalni postav Geološka prošlost Jadrana gdje je prikazana geneza i razvoj bazena Jadranskog mora, a u prizemlju zgrade Muzeja uređen je dio stalnog postava "Akvarij - multimedijalni centar". U sklopu akvarija otvorena je i radionica-igraonica s edukativnim igrama prirodoslovnog sadržaja. 2004. godine otvoreni su stalni postavi Ptice i sisavci riječkog područja i Gmazovi i vodozemci riječkog područja. U 2005. godini u okolišu muzeja uređen je Botanički vrt, a na prvom katu 2006.g., stalni postav Kukci riječkog područja. Sve postave prate multimedijalni CD romovi prirodoslovnog sadržaja.
U sklopu muzeja nalazi se i kaštel Zrinskih u Brodu na Kupi, na području Gorskog kotara. U kaštelu postoje zbirke posvećene lovstvu, šumarstvu i ribolovu.
Od osnutka do danas u Muzeju se radi na dopunama zbirki i popularizaciji prirodoslovlja. Novostečena znanja stručnjaci muzeja iznose putem znanstvenih i stručnih radova. popularnih predavanja i izložbene djelatnosti. U muzejskoj trgovini može se kupiti promidžbeni materijal i knjige u izdanju muzeja.

## Galerija slika
- Čovječja ribica
- Sedmopruga usminjača
- Kopnena staništa priobalja i otoka riječkog područja
- Ptice obalnog i morskog riječkog područja

## Vanjske poveznice
Mrežna mjesta
- Prirodoslovni muzej Rijeka, službene stranice muzeja